# Henryk Sokół
Henryk Sokół (ur. 12 kwietnia 1954) – polski lekkoatleta, wieloboista, medalista Polski.

## Kariera sportowa
Był zawodnikiem Radomiaka i Wawelu Kraków.
Na mistrzostwach Polski seniorów na otwartym stadionie zdobył jeden medal: brązowy w dziesięcioboju w 1978. 
Rekord życiowy w dziesięcioboju: 7539 (6.09.1981), według tabel obowiązujących od 1985.